# 卡內米勇士足球會
卡內米勇士足球會（El-Kanemi Warriors F.C.）是尼日利亚的一支足球俱乐部，位于博尔诺州的迈杜古里，在2005年的尼日利亚足球甲级联赛中排在中下游。球队的主场为卡拉米体育场。

## 战绩
- 尼日利亚足协杯: 2次

1991年, 1992年